# رودخانه سندراناتا
رودخانه سندراناتا (به لاتین: Sandrananta River) یک رود در ماداگاسکار است که در ماداگاسکار واقع شده‌است.